# Kyū
Kyū (級 (cấp) phát âm tiếng Nhật: [kʲɯː]) là một thuật ngữ tiếng Nhật được sử dụng trong các bộ môn võ thuật hiện đại, cũng như trong nghệ thuật trà đạo, cắm hoa, các bộ môn cờ vây và shogi, các bài kiểm tra học thuật và các hoạt động tương tự khác để chỉ các cấp bậc, trình độ, mức độ thành thạo hoặc kinh nghiệm khác nhau. Tại Trung Quốc, kyū (級) được gọi là "ji", và nó được sử dụng cho các bài kiểm tra học thuật. Tại Hàn Quốc, thuật ngữ geup (급) được sử dụng (cũng được chuyển dịch là gup hoặc kup). Trong võ thuật Việt Nam, để chỉ khái niệm tương đương, người ta sử dụng âm Hán Việt của từ này là cấp (khớp).

## Lịch sử
Năm 1883, Kanō Jigorō, người sáng lập judo, đã thành lập hệ thống xếp hạng theo dan để đánh giá khả năng của các học viên Judo. Hệ thống này bắt nguồn từ hệ thống xếp hạng theo dan của cờ vây, một môn thể thao từ xa xưa. Một số tổ chức kiểm tra học thuật bắt đầu sử dụng hệ thống xếp hạng theo kyū để đánh giá khả năng của ứng viên.
Tương tự, Sở cảnh sát Thủ đô Tokyo bắt đầu đưa vào sử dụng một hệ thống xếp hạng sử dụng kyū để đánh giá khả năng của cảnh sát về kendo. Các thứ hạng bao gồm từ kyū thứ 8 đến kyū thứ nhất.
Trong thập niên 1890, Hiệp hội Đạo đức Võ đường Đại Nhật Bản đã giới thiệu hệ thống xếp hạng theo dan và kyū cho các bộ môn võ thuật khác ở Nhật Bản.

## Sử dụng trong võ thuật

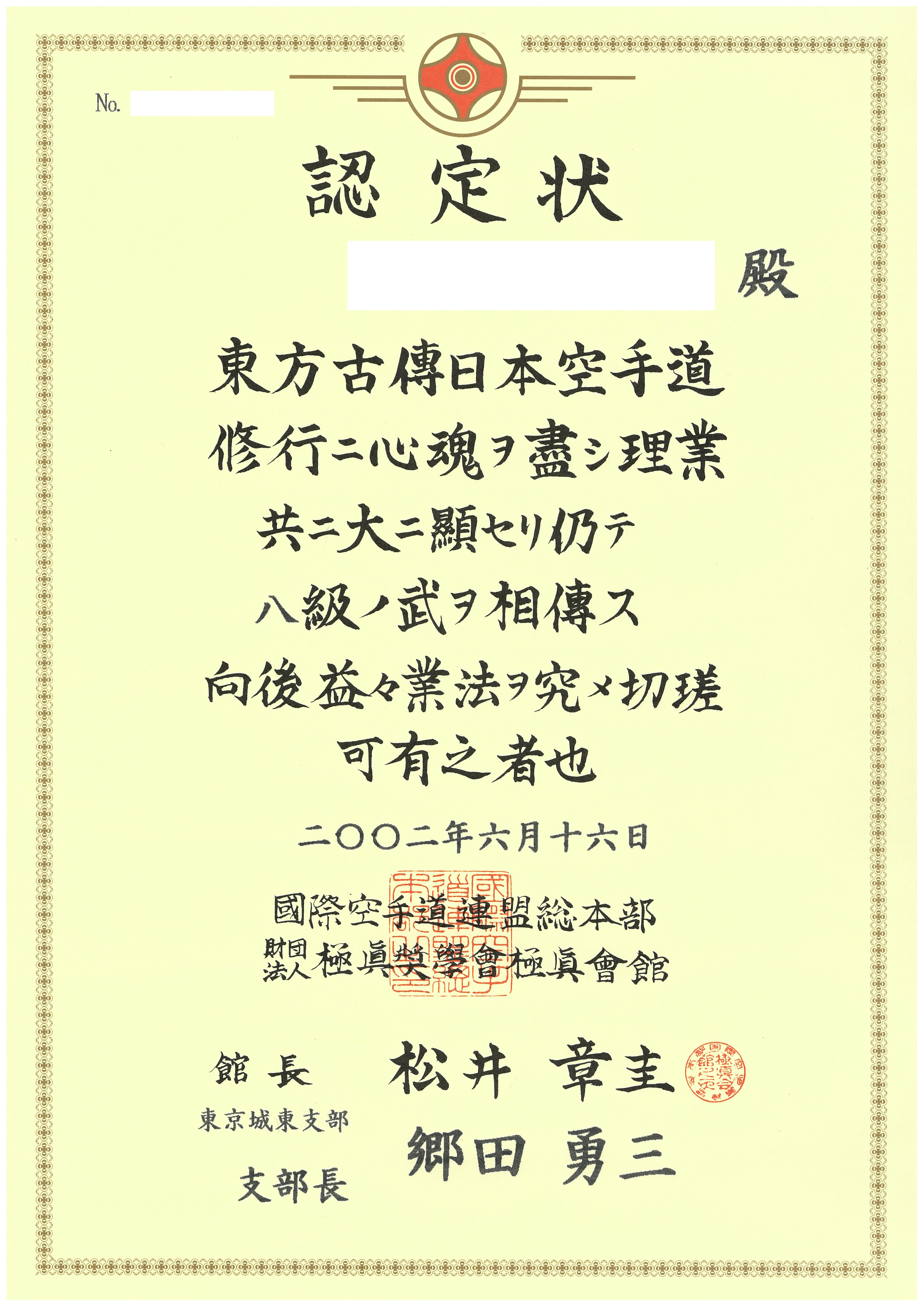
Chứng nhận 8 kyū trong karate.

Trong võ thuật Nhật Bản hiện đại, các võ sinh được xếp hạng theo kyū giữ các thứ hạng dưới dan hoặc đai đen. Hệ thống xếp hạng theo kyū có sự khác biệt giữa các bộ môn võ thuật, cũng như giữa các hệ phái trong mỗi bộ môn võ thuật đó. Trong một số môn võ, tất cả các võ sinh xếp hạng theo kyū đều đeo đai trắng, trong khi ở một số môn khác được đeo một loại đai có màu khác, hoặc có sọc hay được đánh dấu bằng các miếng vải; ví dụ, trong kendo không sử dụng hệ thống đai. Mặc dù một số hệ phái aikido có sử dụng một hệ thống đai có màu, tiêu chuẩn cho các cấp độ kyū nói chung chỉ đeo đai trắng, và với các cấp độ dan thì đeo đai đen.
Các võ sinh được xếp hạng kyū thường được gọi là mudansha (無段者 (vô đoàn giả)), "người không có dan" và được coi là người đã có sự thọ giáo chứ không phải là võ sinh mới nhập môn. Khi các học viên đạt đến bậc nhất của đai đen, họ trở thành shodansha (初段者 (sơ đoàn giả)). Người giữ đai đen ở bất kì cấp độ nào được gọi là một yūdansha (有段者 (hữu đoàn giả)), "người có dan".

## Sử dụng trong các bài kiểm tra học thuật
Các tổ chức võ thuật không phải là nơi duy nhất sử dụng hệ thống dạng này. Một vài tổ chức học thuật và chuyên nghiệp cũng sử dụng kyū và dan như các cách để đánh giá khả năng của con người. Ví dụ, Bài kiểm tra Năng lực Kanji Nhật Bản kiểm tra khả năng đọc, viết và sử dụng kanji một cách chính xác, được phân cấp dựa trên kyū.

## Danh sách các thứ hạng kyū
Một số môn võ gọi tên các thứ hạng kyū hoàn toàn bằng tiếng Nhật. Các thứ hạng kyū đánh giá sự tiến bộ bằng cách sử dụng một hệ thống thứ tự giảm dần, do đó kyū thứ nhất là thứ hạng cao nhất. Chẳng hạn, kyū thứ nhất có thứ hạng cao hơn kyū thứ 2. Hệ thống xếp hạng theo dan bắt đầu sau cấp bậc kyū thứ nhất. Về cơ bản, kyū là số bậc phải vượt qua trước khi đạt đến sự thành thạo trong các động tác, trong khi dan là số bậc trong quá trình thành thạo.
"Chuẩn" kyū thứ nhất và "chuẩn" kyū thứ hai là các cấp bậc sử dụng trong các bài kiểm tra ngôn ngữ,  bởi vì thường khó có thể vượt qua kỳ thi ở thứ hạng kyū thứ nhất và thứ hai.
| Cấp bậc                        | Phiên âm          | Tiếng Nhật     |
| ------------------------------ | ----------------- | -------------- |
| Nhất cấp (thứ nhất - cao nhất) | Ikkyū             | 1級 / 一級     |
| Chuẩn nhất cấp                 | Jun'ikkyū         | 準1級 / 準一級 |
| Nhị cấp (thứ hai)              | Nikyū             | 2級 / 二級     |
| Chuẩn nhị cấp                  | Junnikyū          | 準2級 / 準二級 |
| Tam cấp (thứ ba)               | Sankyū            | 3級 / 三級     |
| Tứ cấp (thứ tư)                | Yonkyū            | 4級 / 四級     |
| Ngũ cấp (thứ năm)              | Gokyū             | 5級 / 五級     |
| Lục cấp (thứ sáu)              | Rokkyū            | 6級 / 六級     |
| Thất cấp (thứ bảy)             | Nanakyū           | 7級 / 七級     |
| Bát cấp (thứ tám)              | Hakkyū / Hachikyu | 8級 / 八級     |
| Cửu cấp (thứ chín)             | Kyūkyū            | 9級 / 九級     |
| Thập cấp (thứ mười)            | Jikkyū / Jukkyū   | 10級 / 十級    |
| Vô cấp (không xếp hạng)        | Mukyū             | 無級           |

Thứ hạng thấp nhất trong kyū đôi khi được gọi là "Mukyū" (無級), nghĩa là "không xếp hạng". Thứ hạng kyū thấp nhất phụ thuộc vào các tổ chức. Ví dụ, Liên đoàn Judo Hoa Kỳ đặt kyū thứ 12 là cấp bậc thấp nhất trong lớp thiếu niên, và kyū thứ bảy là thấp nhất trong lớp trưởng thành.
Tại Nhật, độ khó được phân thành ba loại như trong danh sách sau đây.
| Cấp bậc                | Phiên âm | Tiếng Nhật |
| ---------------------- | -------- | ---------- |
| Thượng cấp (cao nhất)  | Jōkyū    | 上級       |
| Trung cấp (hạng trung) | Chūkyū   | 中級       |
| Sơ cấp (mới bắt đầu)   | Shokyū   | 初級       |

## Sử dụng hệ thống kyū ở Trung Quốc
Hệ thống phân cấp kyū cũng được sử dụng ở Trung Quốc. Kyū (級) ở Trung Quốc được gọi là "ji" (với cùng kí tự nhưng khác cách phát âm), và thứ tự giảm dần được sử dụng tương tự như ở Nhật Bản.

## Đai có màu

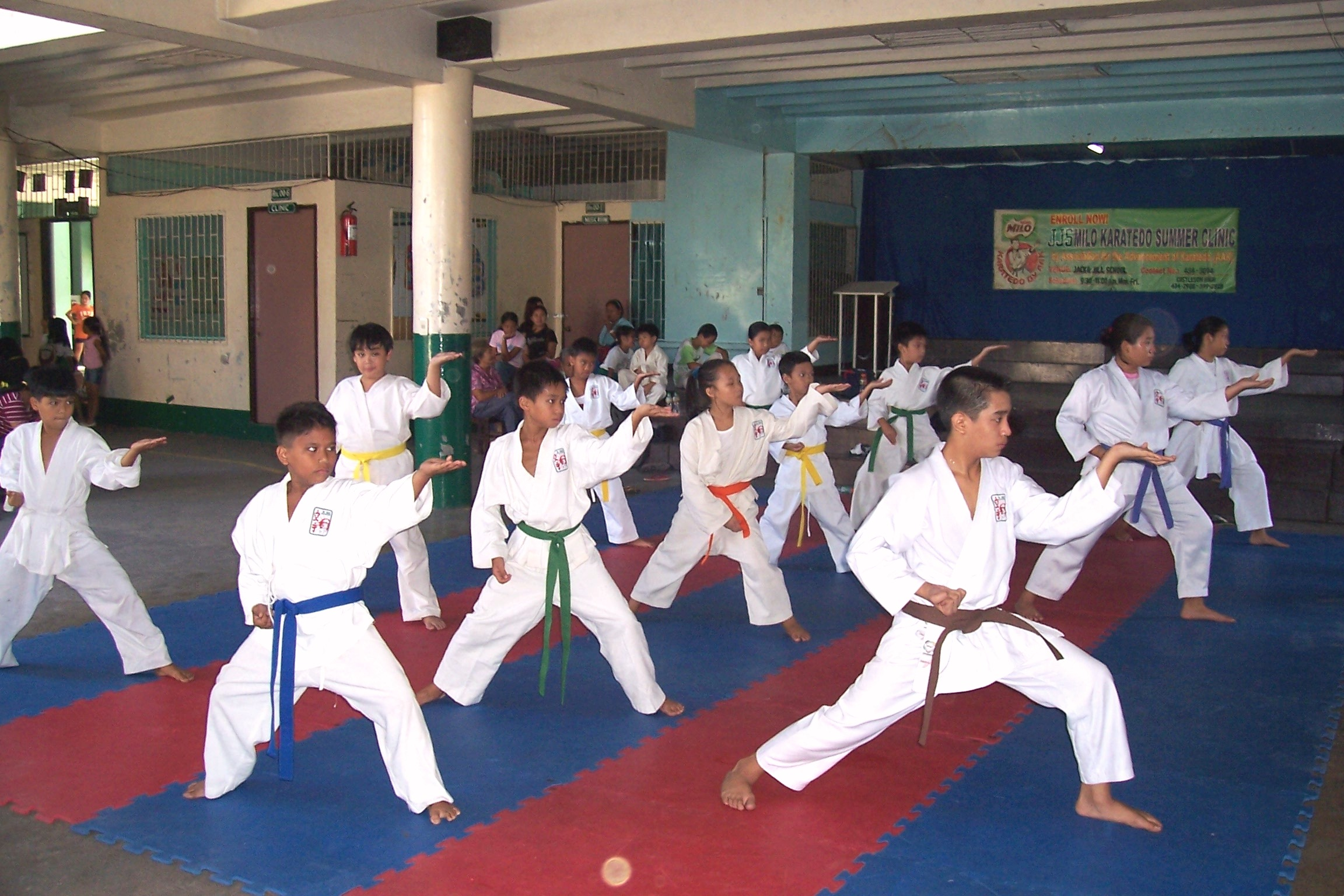
Các karateka đeo các đai có màu khác nhau

Trong một số phong cách, võ sinh đeo đai trắng cho tới khi nhận được thứ hạng dan đầu tiên hoặc đai đen, trong khi ở các môn khác một loạt các màu sắc được sử dụng cho các cấp bậc kyū khác nhau. Việc đeo các đai có màu sắc thường được gắn liền với các thứ hạng kyū,  đặc biệt trong các môn võ thuật hiện đại như karate và judo (là nơi bắt nguồn tục lệ này). Tuy nhiên, không có sự liên kết mang tính tiêu chuẩn nào của các màu sắc của đai với các cấp bậc cụ thể và các hệ phái cũng như các tổ chức khác nhau mà phân định màu sắc một cách độc lập; xem Xếp hạng trong judo cho các ví dụ của biến thể trong khuôn khổ một môn võ thuật. Tuy nhiên, màu trắng thường là đai có thứ hạng thấp nhất và màu nâu là màu có thứ hạng kyū cao nhất, và thường thì màu sẫm hơn thì có thứ hạng cao hơn, nghĩa là gần với đai đen hơn.
Hệ thống sử dụng các đai màu khác nhau để đánh dấu thứ hạng không được chấp nhận rộng rãi trong võ thuật. Những người ủng hộ các màu sắc của đai chỉ ra sự sử dụng của họ như là một dấu hiệu thị giác đơn giản thể hiện kinh nghiệm, như kết hợp các đối thủ để thi đấu tự do, cho phép các đối thủ đánh giá kỹ năng của nhau một cách chính xác và phân chia chúng cho các cuộc thi.
Những người phản đối việc sử dụng đai có màu cũng thường lo ngại rằng võ sinh sẽ lo lắng quá nhiều về các thứ hạng mang tính tương đối, và trở nên kiêu ngạo với sự quảng bá và sự khác biệt không đáng kể, trong khi những người ủng hộ cảm thấy rằng bằng cách cung cấp những dấu hiệu nhỏ cho thấy sự thành công và được công nhận, võ sinh sẽ cảm thấy tự tin hơn, và việc đào tạo của họ sẽ có cấu trúc hơn, và rằng hệ thống xếp hạng khuyến khích võ sinh đạt đến trình độ cao hơn để hỗ trợ những người có trình độ thấp hơn và những võ sinh có thứ hạng thấp hơn tôn trọng người cao cấp hơn.